# Beatty Park

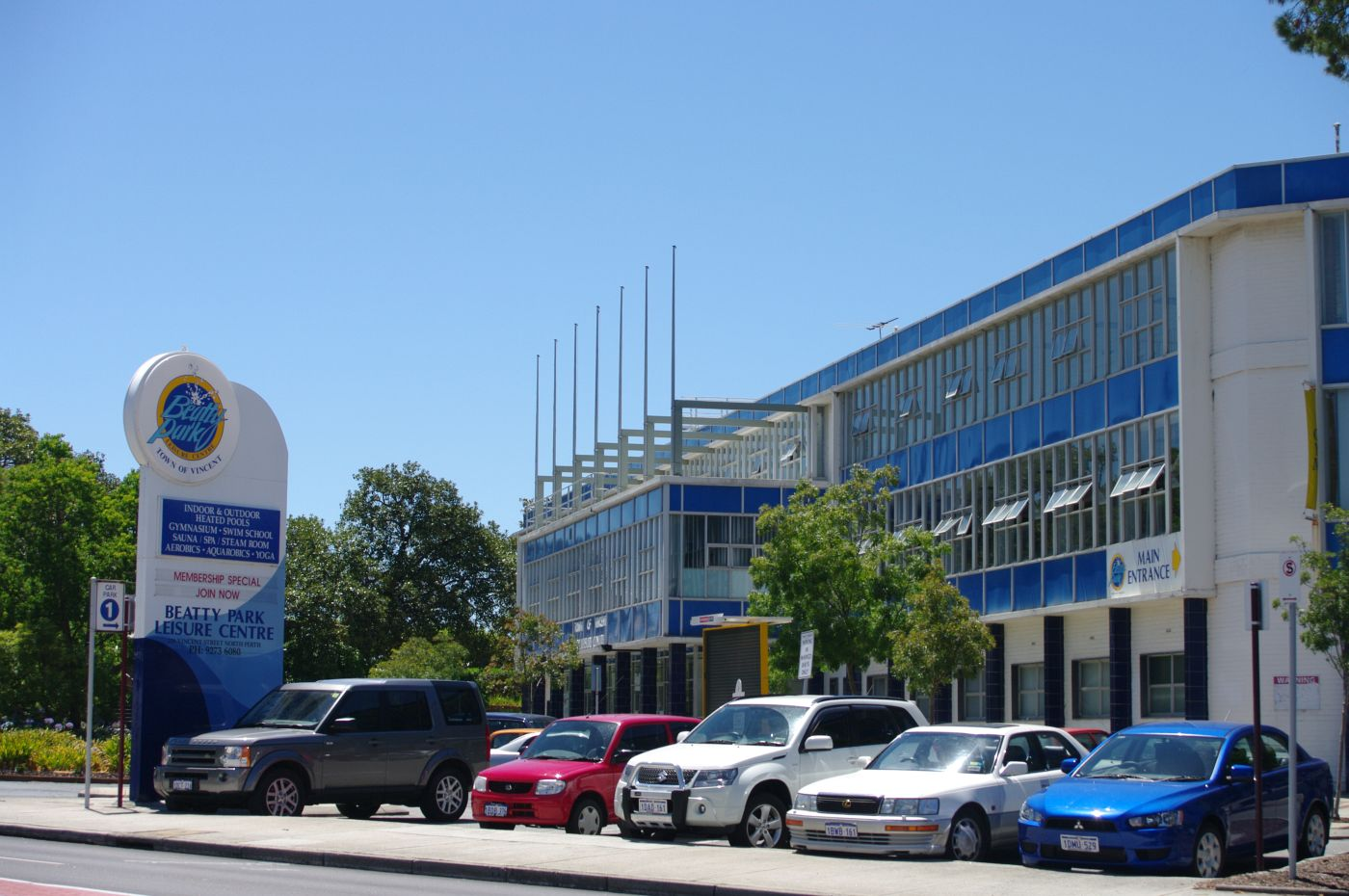
Beatty Park

Beatty Park Leisure Centre är en simhall i North Perth, Western Australia. Simhallen byggdes för Brittiska imperie- och samväldesspelen 1962.
Hallen renoverades år 1994, man byggde då in ett spa och gymnasium. Hallen har plats för 5 000 åskådare.

## Rekord 1962
Följande rekord sattes vid Samväldesspelen 1962.
| Herrars 110 m Ryggsim   | Graham Sykes (ENG) | 1.04.5 (min)  |
| Herrars 110 m Fjärilsim | Kevin Berry (AUS)  | 0:59.5 (min)  |
| Damers 110 m Fristil    | Dawn Fraser (AUS)  | 0:59.5 (sek)  |
| Herrars 1650 m Fristil  | Murray Rose (AUS)  | 17:18.1 (min) |
| Herrars 220 m Fjärilsim | Kevin Berry (AUS)  | 2:10.8 (min)  |